# Ragnar Klange
Ragnar Georg Klange, egentligen Andersson, född 8 oktober 1893 i Stockholm, död där 6 december 1976, var en svensk skådespelare och teaterchef.

## Biografi
Klange scendebuterade 1911 i Uppsala och turnerade sedan i olika teatersällskap i landsorten. År 1917 kom han till Folkets hus teater i Stockholm, och var dess chef från 1932 till nedläggningen 1949. Han producerade där ett flertal revyer, alla med Folket i titeln. Från 1935 turnerade han också med revyer i folkparkerna, detta ända fram till 1963. Under de sista åren var Tjadden Hällström turnéledare. När Klange slutade övertogs revyensemblen av Tjadden och blev till "Tjaddenrevyerna".
Han medverkade även i omkring ett 20-tal spelfilmer.
Klange är begravd på Skogskyrkogården i Stockholm.

## Filmografi
- 1919 – Ingmarssönerna
- 1923 – En rackarunge
- 1930 – Trollbunden
- 1931 – Falska miljonären
- 1950 – Sånt händer inte här
- 1951 – Poker
- 1951 – 91 Karlssons bravader
- 1952 – Flottare med färg
- 1952 – Trots
- 1952 – Säg det med blommor
- 1952 – Flyg-Bom
- 1953 – Dumbom
- 1953 – Dansa min docka
- 1953 – Kungen av Dalarna
- 1953 – Åsa-Nisse på semester
- 1954 – Brudar och bollar eller Snurren i Neapel
- 1955 – Hoppsan!
- 1955 – Blå himmel
- 1955 – Stampen
- 1955 – Våld
- 1956 – Vi vill, vi kan, vi skall
- 1958 – Jazzgossen
- 1959 – Brott i paradiset
- 1959 – Bara en kypare
- 1960 – På en bänk i en park
- 1963 – Tre dar i buren

## Teater

### Revyer[4]
- 1933 – Folkets gröna ängar
- 1934 – Här dansar folket
- 1935 – Folkets palett
- 1936 – Heja Folket
- 1937 – Folket i bild
- 1938 – På kryss med folket
- 1939 – Folket av idag
- 1940 – Folket de' ä' vi de'
- 1941 – Hatten av för Folket
- 1942 – Leve folket
- 1943 – Folkets hushåll
- 1944 – Folket i spegeln
- 1945 – Folkets husarer
- 1946 – SE-Folket
- 1947 – Opp med folket
- 1948 – På extrakryss med folket
- 1949 – På folkets begäran
- 1950 – Folkets kavalkad
- 1951 – Massor av solsken
- 1952 – Klanges showbuss
- 1953 – Folkets speldosa
- 1954 – Folkets rundtur
- 1955 – Folkets parkering
- 1956 – Folkets pussel
- 1957 – Folkets underbara resa
- 1958 – Här spänstar folket
- 1959 – Fortfarande folket
- 1960 – Folkets silverbröllop (25-årsjubileum)
- 1961 – Folkets melodi
- 1962 – Folkets sommarnöje
- 1963 – Här kommer folket

### Roller

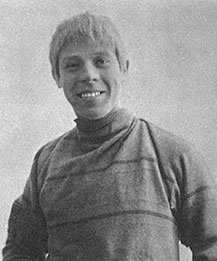
Ragnar Klange som Bengt i pjäsen Min ska du bli av Ernst Fastbom

| År   | Roll            | Produktion                            | Regi          | Teater                        |
| ---- | --------------- | ------------------------------------- | ------------- | ----------------------------- |
| 1925 |                 | En piga bland pigor Ernst Fastbom     | Axel Hultman  | Vanadislundens friluftsteater |
| 1925 |                 | Öregrund-Östhammar Selfrid Kinmansson | Axel Hultman  | Vanadislundens friluftsteater |
| 1926 |                 | Den däringa Dagmar Ove Ansteinsson    |               | Tantolundens friluftsteater   |
| 1928 | Vilda Buffeln   | Yon Yonson Algot Sandberg             | Ernst Fastbom | Folkets hus teater            |
| 1930 | Advokat Hellner | Nyckelromanen Ragnar Josephson        | Erik Berglund | Oscarsteatern                 |
| 1933 | Skärgårdsbonde  | Skärgårdsflirt Gideon Wahlberg        | Ragnar Klange | Folkets hus teater            |